# Claudine Toleafoa
Claudine Toleafoa (Auckland, 28 febbraio 1970) è un'ex tennista neozelandese.

## Biografia
Nata ad Auckland, appartiene a una famiglia di origine samoana.
Durante la sua carriera da junior ha raggiunto i quarti di finale di doppio femminile all' US Open del 1987 e del 1988.
Da professionista non ha vinto nessun torneo ma è stata comunque capace di battere molte avversarie più quotate. Il suo anno migliore è stato il 1991, quando è riuscita ad issarsi sino alla posizione numero 121 del ranking WTA, grazie anche al secondo turno raggiunto nell'Australian Open.
Ha rappresentato il suo Paese in Fed Cup, riportando 17 vittorie e 16 sconfitte.

## Vita privata
Dopo il ritiro ha completato gli studi in giurisprudenza presso l'Università di Auckland, svolgendo quindi la professione legale. Vive tuttora ad Auckland col marito, il tennista australiano Carl Limberger.